# Estación de ferrocarril de Hangzhou
La estación de ferrocarril de Hangzhou (chino: 杭州 火车站; pinyin: Hángzhōu Huǒchē Zhàn o chino: 城 站; pinyin: Chéng zhàn; literalmente: 'estación en la ciudad') es una estación de ferrocarril de Hangzhou, en la provincia de Zhejiang de China. Está afiliado al Shanghai Railway Bureau, y también es la terminal del ferrocarril Shanghai-Hangzhou. La estación está clasificada de primera clase.

## Historia

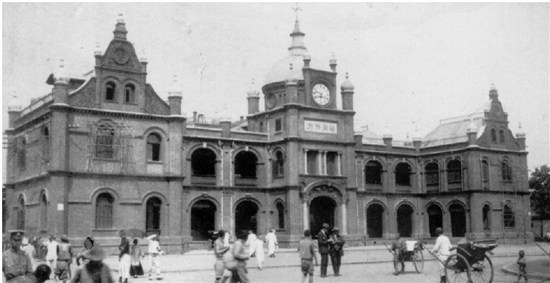
Estación de Hangzhou a comienzos del.

La estación fue construida en 1906 como una parada a lo largo del ferrocarril Jiang-Shu (江 墅 铁路), y luego se llamó "Estación Qing Tai Men" (清泰门站). Fue inaugurado el 23 de agosto de 1907 cuando se puso en funcionamiento el ferrocarril y el arquitecto del proyecto fue Cheng Taining. Debido a que la estación estaba a cientos de metros de la ciudad de Hangzhou en ese momento, los residentes dentro de la ciudad lo encontraron inconveniente. Por lo tanto, Ma Yifu (马一浮), un erudito que regresa de América, sugirió que la estación se mudara a la ciudad. La construcción de la estación en la ciudad comenzó en 1909 y se completó en 1910. En 1937, comenzó la guerra sino-japonesa. Los japoneses bombardearon la estación dos veces en octubre y Hangzhou fue ocupada el 24 de diciembre. Durante la ocupación japonesa en Hangzhou, la estación fue reconstruida del 26 de marzo de 1941 al 21 de marzo de 1942.
A medida que la carga de pasajeros crecía continuamente, la capacidad de la estación difícilmente podría hacer frente a las demandas futuras. Por lo tanto, la antigua estación fue derribada en el verano de 1997, y la nueva estación fue erigida y puesta en servicio el 28 de diciembre de 1999.